# Flughafen Jönköping

i7
i11
i13
Der Flughafen Jönköping (IATA-Code: JKG, ICAO-Code: ESGJ) ist ein Flughafen in der Provinz Jönköpings län im Süden Schwedens und liegt rund sieben Kilometer westsüdwestlich von Jönköping. Betreiber des Flughafens ist die eigens gegründete Jönköping Airport AB. Der Flughafen besitzt eine 2203 Meter lange Start- und Landebahn mit der Ausrichtung 01/19 und eine weitere, 525 Meter lange aus Gras bestehende Start- und Landebahn mit der Ausrichtung 11/29. Er wurde im Jahr 2016 von rund 100.000 Passagieren benutzt.

## Flugziele
Folgende Flugziele wurden im Dezember 2019 vom Flughafen Jönköping angeboten.
| Fluggesellschaft  | Flugziel                                                  |
| ----------------- | --------------------------------------------------------- |
| Aegean Airlines   | Saisonale Charter: Chania                                 |
| Jet Time          | Saisonale Charter: La Gomera, Gran-Canaria, Teneriffa-Süd |
| Novair            | Saisonale Charter: Zakynthos                              |
| Sunclass Airlines | Saisonale Charter: Antalya, Palma de Mallorca, Rhodos     |